# 開羅縣區 (伊利諾伊州亞歷山大縣)
開羅縣區（英語：Precincts (United States)）是位於美國伊利諾伊州亞歷山大縣的一個縣區。

## 地方資料
根據2010年美國人口普查的數據，開羅縣區的面積為23.65平方千米，當中陸地面積為18.26平方千米，而水域面積為5.39平方千米。當地共有人口2821人，而人口密度為每平方千米119.28人。